# Аргентинський рок

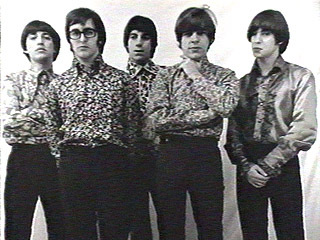
Гурт Los Gatos

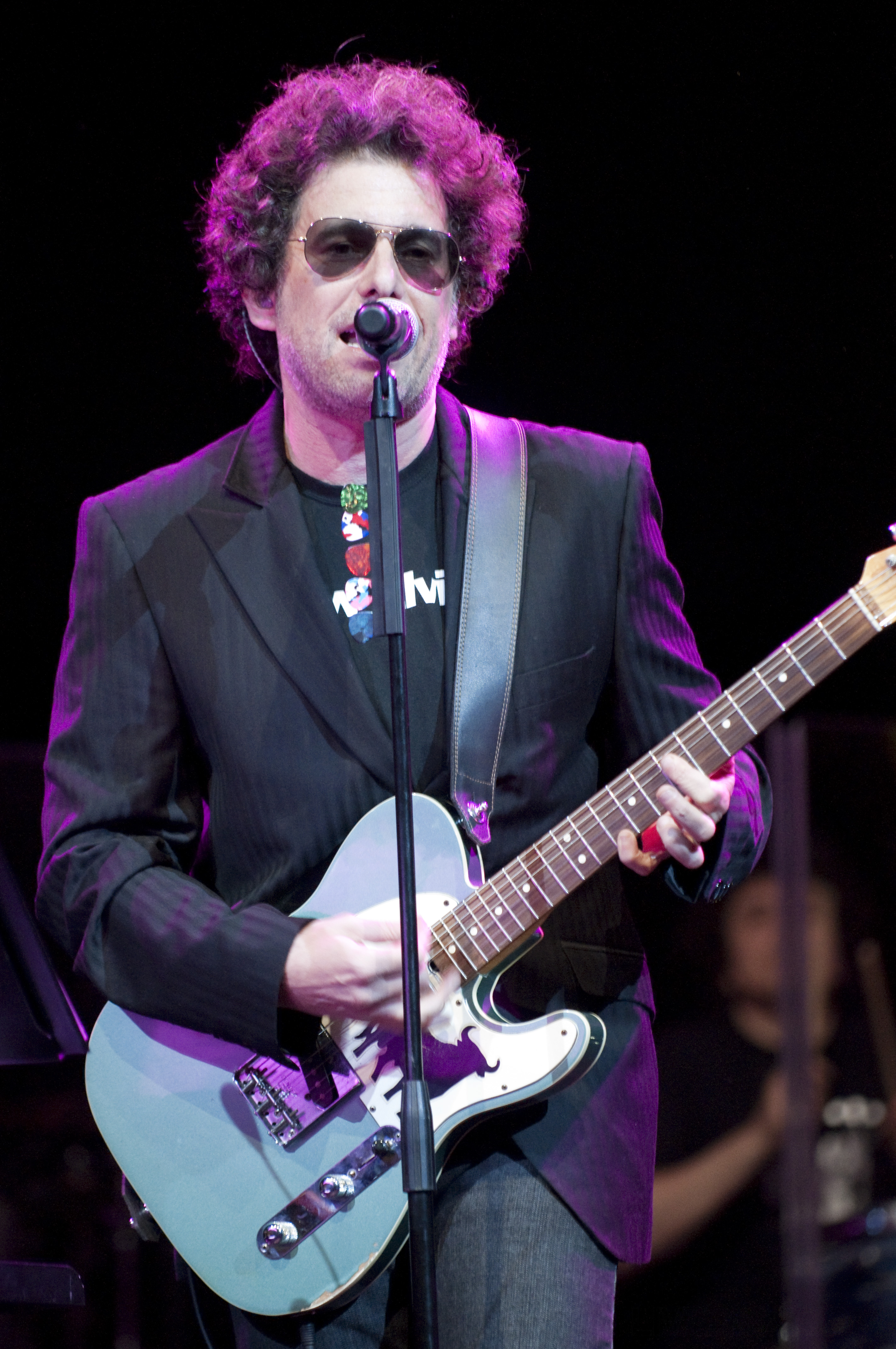
Андрес Каламаро

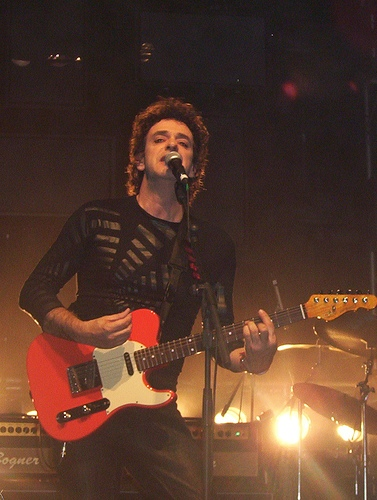
Густаво Сераті

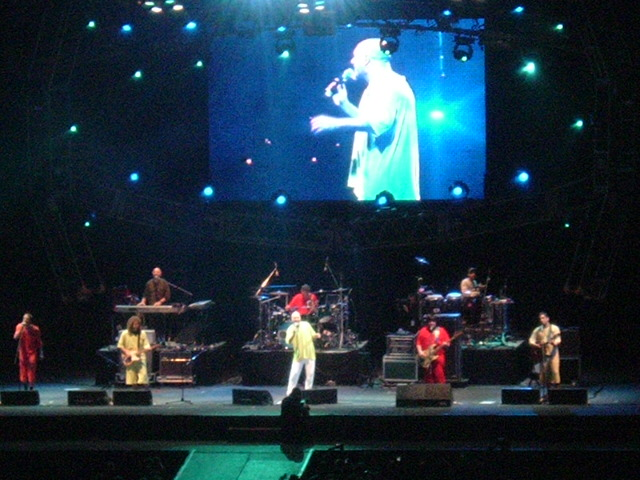
Гурт Bersuit Vergarabat

Аргентинський рок (англ. Argentine rock, ісп. Rock Nacional) — напрямок у рок-музиці, сформований аргентинськими гуртами та артистами. Характерною особливістю є іспанська мова виконання. Впродовж півстоліття є однією з головних течій у музичній культурі Аргентини поряд з аргентинським танго та народними піснями.
Як окремий стиль музики аргентинський рок виник у середині 1960-х років, коли декілька гуртів почали писати пісні на теми, які хвилювали тодішню аргентинську молодь. Спочатку місцеві гурти здебільшого просто переспівували англомовні хіти рок-н-ролу. Але вже у 1970-х аргентинський рок сформувався як окремий своєрідний жанр у світовій рок-музиці. Сьогодні аргентинський рок вважається найпродуктивнішою та найуспішнішою формою іспаномовного року та однією з найвпливовіших течій неангломовної рок-музики у світі.
Характерною рисою аргентинського року є виключно іспанська мова виконання, що є рідкістю у світі рок-музики, де традиційно домінує англійська лірика. Аргентинський рок став однією з перших неангломовних течій рок-музики, яка мала комерційний успіх за межами власної країни.
Наразі аргентинський рок має велику кількість течій та похідних жанрів, як-от: панк-рок, нью-вейв та аргентинський важкий метал.

## Найвідоміші представники
- Чарлі Гарсія — один з найвідоміших аргентинських рокерів, колишній учасник двох відомих аргентинських рок-гуртів Sui Generis[en] та Serú Girán, наразі веде сольну кар'єру.
- Луїс Альберто Спінетта — один з батьків аргентинського року.
- Літто Неббія[en] — відомий аргентинський рок-музикант, один з фундаторів іспанського року. Його пісня La Balsa (1967) була визнана найкращою в історії рок-музики в Аргентині журналом Rolling Stone та каналом MTV.
- Густаво Сераті та гурт Soda Stereo — володарі численних премій Grammy, MTV та Карлоса Гарделя.
- Андрес Каламаро — колишній учасник гуртів Los Abuelos de la Nada[en] та Los Rodríguez[en], наразі веде сольну кар'єру.
- Селесте Карбальйо[en] — найвідоміша аргентинська жінка-рокер.
- Паппо[en] — впливовий рок-музикант, один з засновників аргентинського блюзу та важкого металу, колишній учасник гуртів Los Abuelos de la Nada[en], Los Gatos[en], Manal[en], La Pesada del Rock and Roll тощо.
- Rata Blanca — один з найвпливовіших аргентинських метал-гуртів.
- Рікардо Йоріо[en] — один з перших аргентинських виконавців металу, колишній учасник гурту V8.
- Леон Х'єко[en] — рок-музикант, який часто використовує у своїх піснях фольклор, а також громадянську лірику.
- Фіто Паес — аргентинський рокер, відомий в Латинській Америці, Іспанії та Англії.
- Virus[en] — гурт-основоположник аргентинського new wave.
- Patricio Rey y sus Redonditos de Ricota[en] — один з найвпливовіших гуртів аргентинського року.
- Bersuit Vergarabat — один з найвідоміших аргентинських рок-гуртів 1990-х, відзначається лірикою на гострі соціально-політичні теми.
- Los Piojos[en] — один з найвідоміших рок-гуртів Аргентини 1990-х років.
- Sumo[en] — один з найвпливовіших аргентинських рок-гуртів 1980-х.
- Divididos[en] — гурт, створений з колишніх учасників Sumo, грає фанк-метал, хард-рок та альтернативний рок.
- La Renga — хард-рок-гурт, який наразі є найпопулярнішим на аргентинській рок-сцені.

## Найвидатніші альбоми аргентинського року
2007 року журнал Rolling Stone провів голосування задля визначення 100 найкращих альбомів в історії аргентинського року. Перша двадцятка виглядає так:
| Місце | Альбом                     | Артист                                  | Рік  |
| ----- | -------------------------- | --------------------------------------- | ---- |
| 1     | Artaud                     | Pescado Rabioso                         | 1973 |
| 2     | Clics modernos             | Чарлі Гарсія                            | 1983 |
| 3     | Manal                      | Manal                                   | 1970 |
| 4     | Oktubre                    | Patricio Rey y sus Redonditos de Ricota | 1986 |
| 5     | Divididos por la felicidad | Sumo                                    | 1985 |
| 6     | Almendra                   | Almendra                                | 1970 |
| 7     | La era de la boludez       | Divididos                               | 1993 |
| 8     | 30 Minutos de Vida         | Moris                                   | 1970 |
| 9     | Canción animal             | Soda Stereo                             | 1990 |
| 10    | Alta suciedad              | Андрес Каламаро                         | 1997 |
| 11    | Pappo's Blues Volumen 2    | Паппо                                   | 1972 |
| 12    | Piano bar                  | Чарлі Гарсія                            | 1984 |
| 13    | El amor después del amor   | Фіто Паес                               | 1992 |
| 14    | La Biblia                  | Vox Dei                                 | 1972 |
| 15    | La dicha en movimiento     | Los Twist                               | 1983 |
| 16    | Jessico                    | Babasónicos                             | 2001 |
| 17    | La grasa de las capitales  | Serú Girán                              | 1979 |
| 18    | Superficies de placer      | Virus                                   | 1987 |
| 19    | Pescado 2                  | Pescado Rabioso                         | 1973 |
| 20    | Violadores                 | Los Violadores                          | 1983 |

## Найкращі пісні аргентинського року
2002 року телеканалом MTV та журналом Rolling Stone було визначено такі 10 найкращих пісень аргентинського року:
| Місце | Пісня                              | Автор                          | Артист                  |
| ----- | ---------------------------------- | ------------------------------ | ----------------------- |
| 1     | La balsa                           | Літто Неббіа і Tanguito        | Los Gatos               |
| 2     | Muchacha ojos de papel             | Луїс Альберто Спінетта         | Almendra                |
| 3     | Rasguña las piedras                | Чарлі Гарсія                   | Sui Generis             |
| 4     | De música ligera                   | Густаво Сераті                 | Soda Stereo             |
| 5     | Jijiji                             | Скай Бейлінсон та Індіо Соларі | Los Redondos            |
| 6     | Sólo le pido a Dios                | Леон Хьєко                     | Леон Хьєко              |
| 7     | Presente (El momento en que estás) | Рікардо Соуле                  | Vox Dei                 |
| 8     | Seminare                           | Чарлі Гарсія                   | Serú Girán              |
| 9     | Y dale alegría a mi corazón        | Фіто Паес                      | Фіто Паес               |
| 10    | Matador                            | Флавіо Сьянсьяруло             | Los Fabulosos Cadillacs |